# Chiva (Valencia)
Chiva, Valencia település Spanyolországban, Valencia tartományban. Chiva Buñol, Cheste, Godelleta, Siete Aguas, Aldaia, Quart de Poblet, Gestalgar, Riba-roja de Túria és Torrent községekkel határos. Lakosainak száma 17 245 fő (2024).

## Népesség
A település népessége az utóbbi években az alábbiak szerint változott:
| Lakosok száma | 10 126 | 11 386 | 12 890 | 14 167 | 15 185 | 15 029 | 14 867 | 15 123 | 16 285 | 17 245 |
|               | 2001   | 2004   | 2007   | 2009   | 2012   | 2014   | 2017   | 2019   | 2022   | 2024   |